# Menkib
Menkib (Ksi de Perseu / ξ Persei) és un estel de la constel·lació de Perseu. Encara que amb magnitud aparent +4,04 no és de les estrelles més brillants de la constel·lació, és notable per diversos motius.
Una de les estrelles més calentes visibles a simple vista, Menkib té una temperatura superficial de 37.500 K, molt més gran que la del Sol, amb una temperatura és de 5.780 K. Del rar tipus espectral O, no se sap amb seguretat si és una estrella gegant o supergegant. Sí que sembla clar que ha deixat de cremar hidrogen en el seu nucli i, per tant, ha abandonat la seqüència principal. La seva lluminositat en llum visible és equivalent a 13.500 sols, però quan es considera la radiació ultraviolada emesa la xifra ascendeix a 330.000 sols. La gran distància que ens separa d'ella, uns 1600 anys llum, impedeix que sigui una de les estrelles més brillants de cel. Un fort vent estel·lar, 10 milions de vegades més gran que el vent solar, fa que Menkib perdi una quantitat significativa de massa cada any: s'estima que, al nàixer, la seva massa era 40 vegades la massa solar. La seva edat és només d'uns pocs milions d'anys.
Un altre factor a destacar és que Menkib és una estrella fugitiva, és a dir, s'està movent a gran velocitat des del seu lloc de naixement, l'associació estel·lar Perseu OB2, un cúmul estel·lar en clar procés de desintegració. Aquesta acceleració va poder ser causada per una explosió d'una companya propera o per una trobada propera amb una altra estrella massiva. A més, es pensa que és la responsable d'il·luminar la nebulosa de reflexió NGC 1499.
Finalment cal assenyalar que Menkib és una binària espectroscòpica; la companya, una estrella menys massiva de la qual gens se sap, orbita cada 6,95 dies al voltant de l'estrella principal.